# Naas

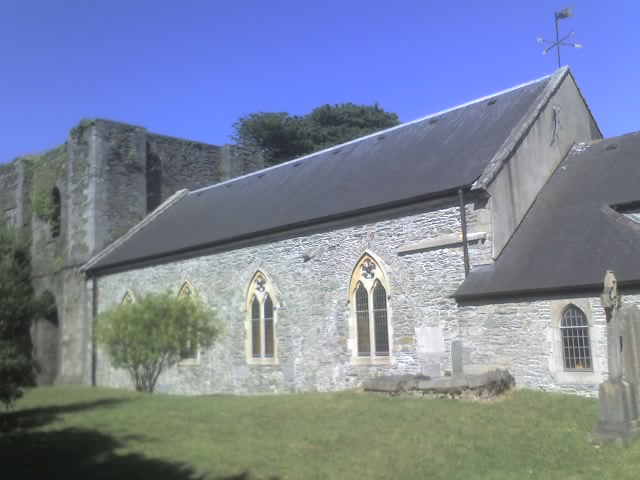
Iglesia de Saint David, en Naas.

Naas es una población de Irlanda, situada en el este del país (aproximadamente a cuarenta kilómetros de Dublín), es capital y pueblo más poblado del condado de Kildare. Cuenta con unos 20.000 habitantes.
Naas en el idioma gaélico es nombrado de tres maneras: An Nás (El lugar del encuentro), Nas Laighean (El lugar de Leinstermen) y Nás Na Ríogh (el lugar del encuentro de reyes).

## Historia
Naas es llamado Nás na Ríogh (lugar de encuentro de los reyes) en irlandés, porque antes de la invasión de los normandos, los reyes irlandeses se reunían en la región. Después de su invasión de Irlanda en 1169, los normandos construyeron la iglesia de San Davíd en el centro del pueblo. Durante los siglos XIII y XIV, el pueblo se convirtió en un baluarte normando y se construyó el Castillo del Rey John. Poco después, el Rey Enrique IV otorgó al pueblo su carta de corporación.
En la Edad Media, Naas se transformó en un pueblo amurallado bajo el control de los ingleses, y algunas de las reuniones del Parlamento tuvieron lugar allí. En el año 1787, se edificó una cárcel en el centro del pueblo (hoy en día, ese edificio es el Ayuntamiento), y dos años más tarde se construyó un canal.
En 1798, tuvo lugar allí una de las batallas más importantes de la rebelión contra los ingleses, cuando un ejército de 1000 nacionalistas irlandeses fueron derrotados por los invasores cerca del pueblo. De hecho, un líder de ese movimiento, Theobald Wolfe Tone, está enterrado hoy en Bodenstown, un pueblo cerca de Naas.
En 1898, se fundó la población de Naas, administrada junto con el municipio del condado de Kildare.

## Servicios y deportes
Naas cuenta con muchos servicioe instalaciones, incluyendo una biblioteca, tres institutos y cinco escuelas de primaria, clubes de Fútbol gaélico, Hurling, rugby y fútbol, un teatro, dos discotecas y un hospital. Además, dos hipódromos – Naas Racecourse y Punchestown Racecourse – están ubicados cerca del pueblo.
Las industrias de la región incluyen Intel y Hewlett Packard.

## Ciudades Hermanadas
Naas está hermanado con los pueblos y ciudades siguientes:
- Allaire, Francia
- Casalattico, Italia
- Dillingen an Der Donan, Alemania
- Omaha, Estados Unidos
- St David’s, Gales